# Boxholm Mejeri
Boxholm Mejeri AB är ett tidigare svenskt ysteri i Boxholm. Företaget var ett helägt dotterbolag till Boxholms AB fram till 2011, då det förvärvades av Arla Foods.

## Historik
Dåvarande Boxholms bruk grundade mejeriet i början av 1890-talet. Redan tidigt tillverkade det olika sorters ostar. År 1939 byggdes det nuvarande mejeriet, och 1952 producerade Boxholm, som första svenska mejeri, gräddost.
Arla flyttade i december 2019 osttillverkningen i Boxholm till sitt befintliga mejeri i Östersund, men varumärket ”Boxholms ost” används fortfarande. Den 13 december 2023 meddelade dock Arla att man i slutet av januari 2024 kommer lägga ned tillverkningen av de runda ostarna Jämtländsk hushållsost, Boxholms gräddost och Boxholms årslagrade. Bakgrunden till beslutet angavs till vikande försäljning och dyr produktion.
I mejeriet i Boxholm tillverkar nu Glada Bondens mejeri bl.a. Gräddost från Boxholm, men efter en dom 2022 i Patent- och marknadsdomstolen är namnet Boxholmsost nu endast tillåtet på en ost som Arla tillverkar i Östersund.

## Ostsorter
- Boxholms Borgmästarost
- Boxholms Ekologiska
- Boxholms Kryddost
- Boxholms Vitlöksost
- Boxholms Gräddost
- Boxholms Carolineost
- Boxholms Havssalt & Örter
- Boxholms Chiliost
- Boxholms Årslagrade Gräddost
- Boxholms Paprikaost
- Boxholms Cheddar